# La dama de honor
La dama de honor (en francés, La Demoiselle d'Honneur) es una película franco-alemana del director francés Claude Chabrol, estrenada en octubre de 2004 en el Festival de Cine de Flandes, y comercialmente el 17 de noviembre de 2004.

## Sobre la película
La película está basada en la novela de Ruth Rendell The Bridesmaid, de 1989, lo cual la pone en contacto con La Ceremonia, una de las películas más conocidas del director francés, también basada en una novela de la escritora británica.
La acción se desarrolla como siempre en escenarios de la pequeña burguesía francesa, en un suburbio a las afueras de Nantes. Una familia que ha perdido al padre; Christine, la madre, gana dinero peinando a las vecinas en la cocina de casa, y cree encontrar en Gérard un buen sustituto para su marido; Philippe acaba de comenzar a trabajar con un contratista inmobiliario; Patricia, la chica rebelde, y Sophie, que está a punto de casarse con Jacky.
En la boda Philippe conoce a Senta, una de las damas de honor y prima del novio. Senta no es como las demás chicas, y llama su atención desde el primer momento, un amor a primera vista, que se convierte en una pasión desenfrenada. Para Philippe, su relación con Senta supondrá un mundo nuevo, al principio intrigante, sensual, que poco a poco va convirtiéndose en enfermizo y dramáticas consecuencias.
Su relación es extraña, Senta le hace confidencias que parecen ser mentiras... Le dice que nació en Reikiavik, porque su madre era islandesa, pero que murió en el parto y no la conoció. Le dice que es actriz y modelo, que ha hecho cine y teatro, que ha vivido en Nueva York, en Marruecos... ¿Qué hay de verdad en todo esto? Nunca sabemos si Senta dice la verdad o nos miente, porque a veces la verdad es menos creíble que las mentiras. Todo su mundo es decadente, el sótano en el que vive, en una casa antigua casi sin muebles, y su historia personal, que parece ser todo producto de su febril imaginación. Philippe se introduce así en su mundo, sin saber bien dónde pisa, y acabará siendo arrastrado por la espinosa psicología de Senta, cuando las confidencias dan paso a un juego donde la verdad y la mentira se confunden, con consecuencias catastróficas.

## Reparto
- Benoît Magimel (Philippe Tardieu)
- Laura Smet (Stéphanie 'Senta' Bellange)
- Aurore Clément (Christine)
- Bernard Le Coq (Gérard Courtois)
- Solène Bouton (Sophie Tardieu)
- Anna Mihalcea (Patricia Tardieu)
- Michel Duchaussoy (vagabundo)
- Suzanne Flon (Mme Crespin)
- Eric Seigne (Jacky)
- Pierre-François Dumeniaud (Nadeau)
- Philippe Duclos (Capitán Dutreix)
- Thomas Chabrol (Teniente José Laval)
- Isild Barth (Rita)
- Mazen Kirwan (Pablo)

- Datos: Q666707